# Rimba Sujud
Rimba Sujud is een bestuurslaag in het regentschap Lahat van de provincie Zuid-Sumatra, Indonesië. Rimba Sujud telt 293 inwoners (volkstelling 2010).